# Rhynchophorus palmarum
El corc negre de la palmera (Rhynchophorus palmarum), és una espècie de coleòpter polífag de la família Curculionidae originari de les zones tropicals d'Amèrica i actualment distribuït mundialment i considerat una plaga de cocoters i palmeres, causa una perforació que inflama la zona, a més és transmissor del nematode Bursaphelenchus cocophilus, que provoca la malaltia del "anell vermell" en els cocoters. Són prou comuns en les zones tropicals d'Amèrica del Sud

## Característiques
És de coloració negra metàl·lica o opaca, a vegades amb aparença vermellosa; té solcs en els èlitres. Adult mesura entre 26,6 i 53,3 mm de longitud i presenta dimorfisme sexual en les dimensions de la prolongació de la probòscide o rostre, que en la femella és llarga, prima i corbada i en el mascle és de menor longitud, gruixuda amb una lleugera curvatura distal.
El seu cicle de vida és de 120 dies: ou 3,5 dies, larva 60,5 dies, pupa 16 dies i adult 42 dies. La larva és molt esclerotitzada, de color marró fosc, amb peces bucals masticatòries, entre les quals es destaca un parell de mandíbules còniques; els seus segments abdominals presenten doble plegament dorsal i ventral per a facilitar la tracció en reptar.

La larva coneguda com chontacuro o suri, causa forts danys en les plantacions de palma, no obstant això, és una font excel·lent de proteïnes, vitamines A, C i E i minerals, per la qual cosa ha estat consumida durant segles com a aliment per les poblacions natives de la selva amazònica, que la cullen en les palmes dels boscos, com Maximiliana maripa (cucurito), Jessenia bataua (seje) i Mauritia flexuosa (moriche o aguaje). En la medicina tradicional equatoriana s'utilitza per a alleujar la tos i l'asma.

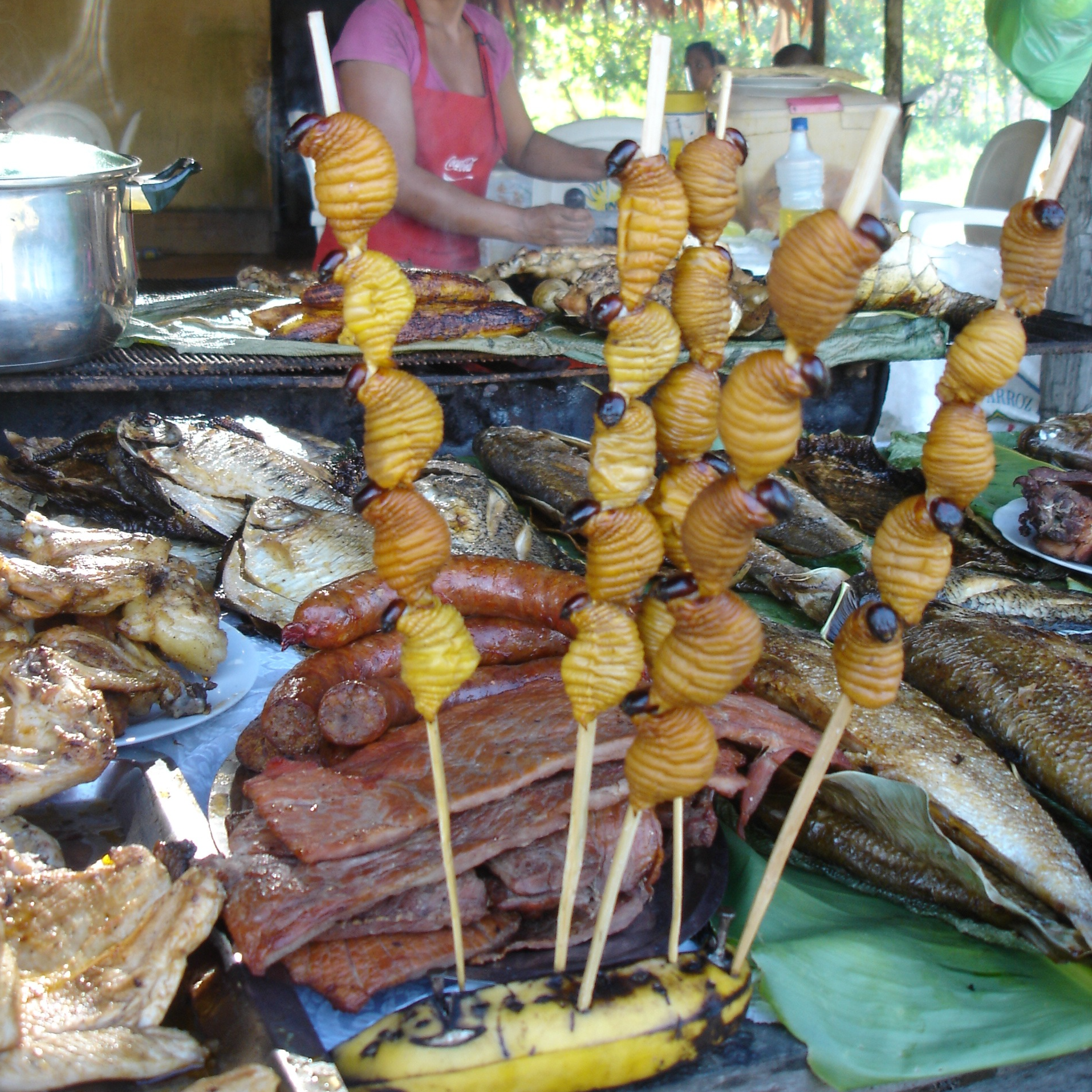
Anticucho de suri (Iquitos, el Perú)
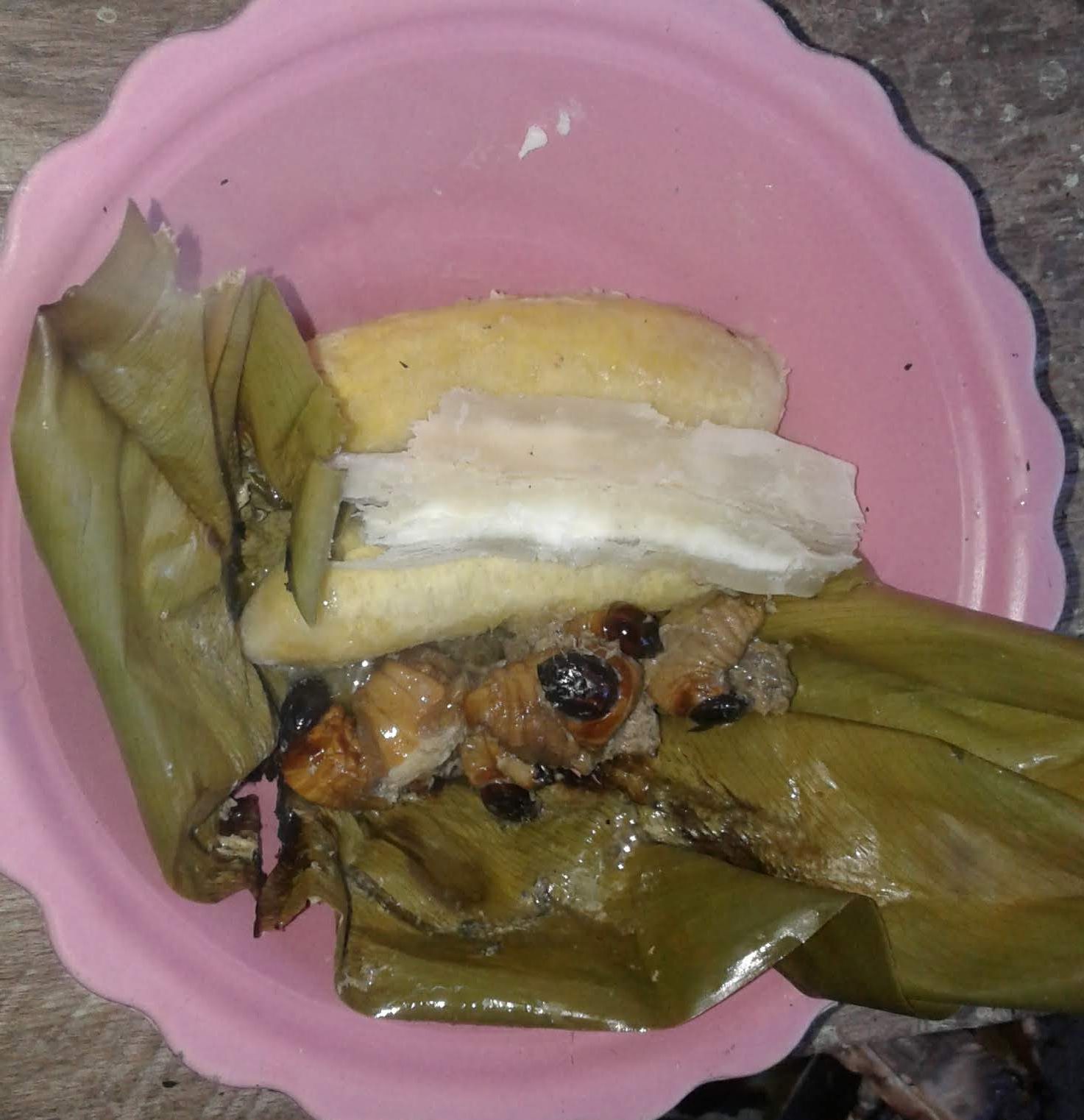
Maito de chontacuros